# Oryctes simiar
Oryctes simiar är en skalbaggsart som beskrevs av Charles Coquerel 1852. Oryctes simiar ingår i släktet Oryctes och familjen Dynastidae. Utöver nominatformen finns också underarten O. s. dujardini.